# Empire Burlesque
| Críticas profissionais                                                      | Críticas profissionais |
| Avaliações da crítica                                                       | Avaliações da crítica  |
| Fonte                                                                       | Avaliação              |
| --------------------------------------------------------------------------- | ---------------------- |
| AllMusic                                                                    | [ 1 ]                  |
| Esta tabela precisa de ser acompanhada por texto em prosa. Consulte o guia. |                        |

Empire Burlesque é o vigésimo terceiro álbum de estúdio do cantor Bob Dylan, lançado em 10 de junho de 1985. O disco atingiu o nº 33 da Billboard 200.

## Faixas
Todas as faixas por Bob Dylan.
| Lado 1 |                                                           |         |  |
| N.º    | Título                                                    | Duração |  |
| 1.     | "Tight Connection to My Heart (Has Anybody Seen My Love)" | 5:19    |  |
| 2.     | "Seeing the Real You at Last"                             | 4:18    |  |
| 3.     | "I'll Remember You"                                       | 4:12    |  |
| 4.     | "Clean Cut Kid"                                           | 4:14    |  |
| 5.     | "Never Gonna Be the Same Again"                           | 3:06    |  |

| Lado 2 |                                             |         |  |
| N.º    | Título                                      | Duração |  |
| 1.     | "Trust Yourself"                            | 3:26    |  |
| 2.     | "Emotionally Yours"                         | 4:36    |  |
| 3.     | "When the Night Comes Falling from the Sky" | 7:18    |  |
| 4.     | "Something's Burning, Baby"                 | 4:51    |  |
| 5.     | "Dark Eyes"                                 | 5:04    |  |

## Créditos
- Bob Dylan – Guitarra, harmónica, teclados, vocal
- Peggie Blu – Vocal de apoio
- Debra Byrd – Vocal de apoio
- Mike Campbell – Guitarra, vocal
- Chops – Corneta
- Alan Clark – Sintetizador, teclados
- Carolyn Dennis – Vocal de apoio
- Sly Dunbar – Percussão, bateria
- Howie Epstein – Baixo, vocal
- Anton Fig – Bateria
- Bob Glaub – Baixo
- Don Heffington – Bateria
- Ira Ingber – Guitarra
- Bashiri Johnson – Percussão
- Jim Keltner – Bateria, vocal
- Stuart Kimball – Guitarra, guitarra elétrica
- Al Kooper – Guitarra, guitarra rítmica, corneta, teclados
- Queen Esther Marrow – Vocal de apoio
- Sid McGinnis – Guitarra
- Vince Melamed – Sintetizador
- John Paris – Baixo
- Ted Perlman – Guitarra
- Madelyn Quebec – Vocal
- Richard Scher – Sintetizador
- Robbie Shakespeare – Baixo
- Mick Taylor – Guitarra
- Benmont Tench – Piano, teclados
- Urban Blight Horns – Corneta
- David Watson – Saxofone
- Ronnie Wood – Guitarra